# No sé (canción de Amy Gutiérrez)
«No sé» es una canción de la cantante peruana Amy Gutiérrez. Fue publicado el 26 de octubre de 2019. Es el primer sencillo de Gutiérrez luego de dejar el dúo You Salsa.

## Composición
La canción fue coescrita por Gutiérrez, Chris Fernández y Álvaro Rod.

## Versión
El 13 de febrero de 2020, se lanza una versión en balada romántica.

## Posicionamiento en listas

### Semanales
| Listas (2020)                  | Mejor posición |
| ------------------------------ | -------------- |
| Perú (Monitor Latino)          | 3              |
| Perú Tropical (Monitor Latino) | 1              |

### Anuales
| Listas (2020)                  | Mejor posición |
| ------------------------------ | -------------- |
| Perú (Monitor Latino)          | 19             |
| Perú Tropical (Monitor Latino) | 6              |